# شبكة مختبر الفيزياء القومي
شبكة مختبر الفيزياء القومي (بالإنجليزية: National Physical Laboratory NPL Netowrk) هي شبكة حاسوب محليّة تمّت إدارتها من قبل فريق في مختبر الفيزياء القومي في المملكة المتحدة وكانت رائدة في تطبيق مبدأ تبديل الرزم. بدء تشغيل الإصدار الأول (Mark I) من الشبكة في العام 1969م، أمّا العمل بالإصدار الثاني (Mark II) فقد بدء من العام 1973م وحتى 1986م عندما أُخرجت الشبكة من الخدمة.
كانت شبكة مختبر الفيزياء القومي مع شبكة الأربانت أول شبكتين نقل بيانات تطبقان تقنية تبديل الرزم، وقد تمّ توصيل الشبكتين مع بعضهما البعض في بداية السبعينيّات من القرن العشرين. تمّ تصميم هذه الشبكة وإدارتها على يد الباحث البريطاني دونالد ديفيس.

## نبذة تايخية
في عام 1965م، اقترح دونالد ديفيس إنشاء شبكة على مستوى المملكة المتحدة اعتماداً على مبدأ تبديل الرزم بهدف تطوير خدمة الاتصالات القومية، ولكن لم يتم الأخذ باقتراحه لأسباب ماليّة. في العام التالي، ترأس ديفيس فريقاً في مختبر الفيزياء القومي، وقدّم تصميماً لشبكة محليّة لتلبية احتياجات المختبر ولإثبات جدوى مبدأ تبديل الرزم، كان التصميم هو أول عمل يصف جهازاً يقوم بعملية توجيه الرزم والذي سُمّي «منفذ الحاسب» (Interface Computer)، لاحقاً أصبح هذا الجهاز يُعرف باسم المُوجّه.
بعد ذلك، وفي العام 1967م، شارك فريق العمل في مؤتمر نظمته رابطة مكائن الحوسبة (ACM) في غاتلينبورغ في الولايات المتحدة شبكة نقل بيانات، وقدم ورقةً بحثيّة ناقشت كيفية قيام عُقد الشبكة في مختبر الفيزياء القومي بإرسال الإشارات على شكل رزم بيانات فيما بينها، وكتب روجر سكانتلبيري (Roger Scantlebury) أحد أعضاء الفريق في تقريره بعد المُؤتمر: «فيما يبدو فإنّ أفكار ورقة مُختبر الفيزياء القومي البحثيّة مُتقدّمة عن أيّ أفكار مطروحة في الولايات المتحدة».
بعد مجموعة من الدراسات التجربيية في العام 1967م، نجح ديفيس في تقديم أول نموذج لعملية تبديل الرزم في 5 أغسطسس من العام 1968م. وبدأ تشغيل الإصدار الأول من الشبكة (Mark I) في عام 1969م، لكنّه لم يصل إلى طور التشغيل الكامل إلا في العام التالي. بدأ العمل بالإصدار الثاني (Mark II) بدءاً من العام 1973م بمعدل نقل هو (768) كيلو بت في الثانية. كانت شبكة مختبر الفيزياء القومي هي أول شبكة تُطبّق مبدأ تبديل الرزم على مستوى العالم. بالإضافة لذلك، قام فريق العمل في المختبر بتنفيد محاكاة لدراسة أداء شبكات تبديل الرزم.
أُخرجت الشبكة من الخدمة في عام 1986م.

## بُنية الشبكة وآليّة عملها

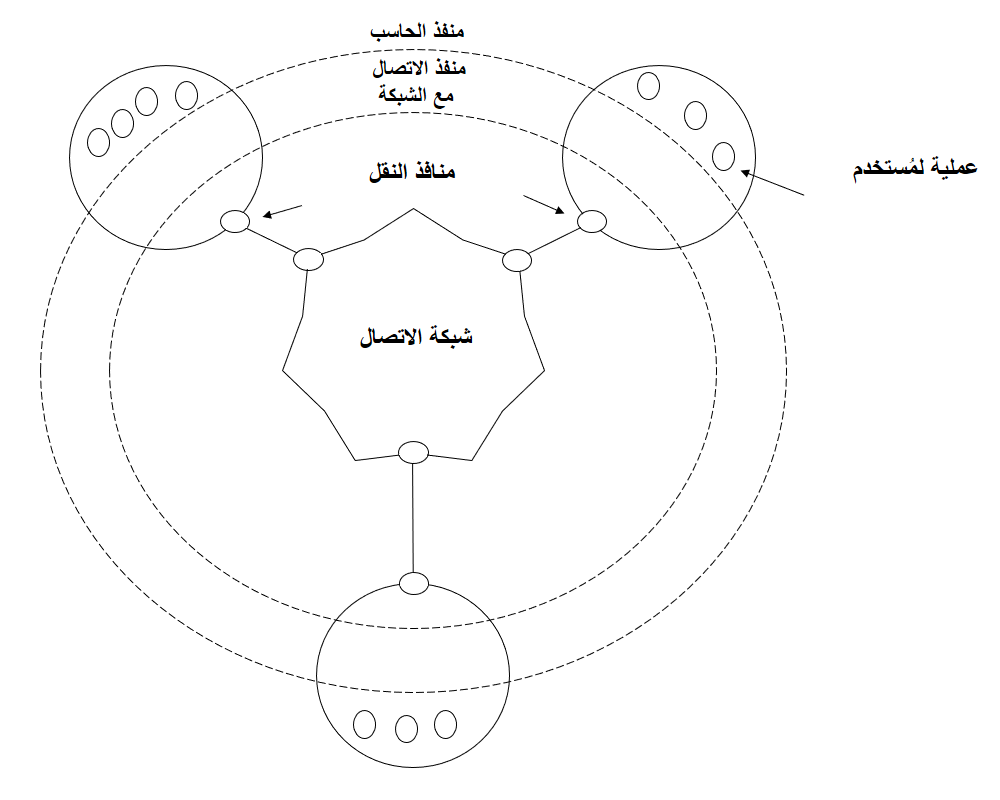
نموذج عمل شبكة المختبر القومي كما تخيله مصمموها.

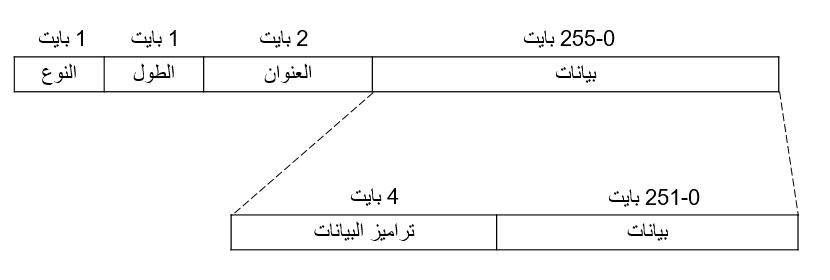
بنية رزمة البيانات في شبكة مختبر الفيزياء القومي.

اقترح مصمو الشبكة نموذجاً طبقياً مكوّناً من أربع طبقات، مقسّمة بحسب الوظيفة، من أجل تبسيط آلية عمل نظام الاتصالات، وتقوم هذه الطبقات بالوظائف التاليّة:
1. الطبقة الأولى: الإشراف على وسط النقل الفيزيائي، ويشمل ذلك آليّات كشف الخطأ واستعادته.
2. الطبقة الثانية: إرسال الإشارات من الحواسب إلى شبكة الاتصال وبالعكس.
3. الطبقة الثالثة: الإشراف على العلاقة بين الحواسب المُتصلة مع الشبكة، وهي ترتبط بنظم التشغيل فيها.
4. الطبقة الرابعة: إدارة عمليات المُستخدم أو برامجه التي يتمّ تنفيذُها في الحواسب المُتصلة مع الشبكة.

تكوّنت الشبكة من مبدل رزم وحواسب المستخدمين التي تتصل مع بعضها البعض عن طريق إرسال الرزم إلى المُبدّل، عندما لا تتصل الطرفيّات بشكل مباشر مع حواسب المستخدمين فإن بإمكانها النفاذ للشبكة عبر معالج الطرفيّة الذي يتصل مع المبدل بوصلة افتراضيّة كأنّه أحد حواسب المستخدمين. عمليّاً، يستضيف حاسوب هانيويل دي دي بي (516) كلاً من المعالج والمبدل.
إنّ الوظيفة الأساسيّة لمبدل الرزم هي السماح لحواسب المُستخدمين بالاتصال مع بعضهم البعض من خلال تبادل الرزم. لكل حاسوب وصلة وحيدة مزدوجة الاتجاه تُستخدم لنقل الرزم من وإلى المُبدل، وقد تحتاج عملية اتصال واحدة بين الحواسيب إلى تبادل أكثر من رزمة، ويعني ذلك أن الحاسوب قد يُرسل أو يستقبل دفقاً من الرزم، ويجب على المُبدل أن يتعامل مع كل رزمة بشكلٍ مُستقل.
عندما يستقبل المبدل رزمة ما، فإنّه يُضيفها إلى نهاية رتل الانتظار، وعندما يحين أوان مُعالجتها يقوم المُبدّل بتوجيهها بحسب عنوان الوجهة الذي تحمله، بالإضافة لذلك، يجب أن يعرف المُبدّل عنوان مصدر الرزمة، وهذا لا يفرض أن تحتوي كل رزمة على عنواني المصدر والوجهة، في ترويستها، بل بكفي أن تحتوي على حقلٍ لعنوان واحد فقط، يُستخدم بالشكل التالي:
- إذا كانت الرزمة مُرسلة من حاسب المُستخدم نحو المبدل، فإنّ هذا الحقل يضمّ عنوان الوجهة، ويستطيع المُبدّل أن يُحدد عنوان المصدر من منفذه الذي يستقبل الرزمة.
- إذا كانت الرزمة مُرسلة من المبدل إلى حاسب المُستخدم، فإنّ حقل العنوان يُضم عنوان المصدر.

لتحقيق ذلك يحتفظ المُبدل بعناوين العُقد المتصلة معه، ويقوم بتبديل قيمة حقل العنوان في الرزم التي يوجهها.
توجد كل المعلومات المُتعلّقة بالتوجيه وتحديد الهوية وإدارة الرزم في ترويسة ثابتة الطول تسبق الحمولة في ضمن كل رزمة. لا يهتم المبدل إلا بقسم الترويسة وهو غير معني بالحمولة ولا يضيع أي قيود عليها إلا قيود الحجم. عرّفت الشبكة رزمة بيانات بحجم أعظميّ مُمكن هو 259 بايت، مكوّنة من ترويسة بحجم 4 بايت وحمولة متغيرة الحجم مع إمكانية أعظمية هي 255 بايت، ولكن الرزمة كانت قادرة على حمل 251 بايت بيانات فقط في الحالة القصوى، وذلك بسب اقتطاع أربع بايتات من قسم الحمولة لتراميز خاصّة بنمط البيانات.
كما تمّ تعريف نظام عنونة خاص بالشبكة مع عناوين بطول 2 بايت بالإضافة لقدرة المبدل والحواسب على التمييز بين 5 أنواع مُختلفة من الرزم، هي رزمة البيانات ورزمة الإشارة إلى عدم توافر الوجهة بالوقت الحالي، ورزمة الإشارة إلى عدم وجود الوجهة، ورزمة الإشارة إلى وجود خطأ في عدد البياتات ورزمة الإشارة إلى وجود خطأ في نمط الرزمة.

## وصلات خارجية
- مُسرّع العصر الحديث، مقالة عن شبكة مختبر الفيزياء القومي من هيئة الإذاعة البريطانية (باللغة الإنكليزية).